# Clinohelea insperata
Clinohelea insperata är en tvåvingeart som beskrevs av Meillon och Wirth 1981. Clinohelea insperata ingår i släktet Clinohelea och familjen svidknott. Inga underarter finns listade i Catalogue of Life.